# ويليام تي مكارثي
ويليام تي مكارثي (بالإنجليزية: William T. McCarthy)‏ هو قاضي ومحامي أمريكي، ولد في 5 ديسمبر 1885 في سومرفيل في الولايات المتحدة، وتوفي في 6 أبريل 1964.